# Караимское женское училище для девиц
Было открыто в Евпатории (1865). Принимали не только караимок, но и всех желающих. Обучение было платным. Преподавали Закон Божий, русский язык, историю, арифметику, географию, чистописание, рисование, рукоделие; факультативно: французский и греческий языки, музыку.
В училище было два основных и один подготовительный класс. В приготовительном классе обучение стоило 25 рублей в год, в остальных — по 60. За обучение музыке во всех классах дополнительно взималось 25 рублей.
На первых порах караимы неохотно отдавали девочек в обучение, поэтому смотритель училища обратился в Караимское Духовное Правление с просьбой оказать влияние на родителей-караимов, чтобы в первый год направить в училище больше учениц — это позволило училищу навсегда остаться в Евпатории и женскому полу получать достойное образование.